# Timuzsin Schuch
Pour les articles homonymes, voir Schuch.
Timuzsin Schuch, né le 5 juin 1985 à Nagyatád, est un handballeur hongrois. Il évolue au poste de pivot-défenseur au Ferencvárosi TC et en équipe nationale de Hongrie.

## Carrière

### En club
Compétitions nationales
- Vainqueur du Championnat de Hongrie (8) : 2004, 2005, 2012, 2013, 2014, 2015, 2016, 2017
- Vainqueur de la Coupe de Hongrie (9) : 2004, 2005, 2012, 2013, 2014, 2015, 2016, 2017, 2018
- Vainqueur du Championnat de Roumanie (3) : 2009, 2010, 2011
- Vainqueur de la Coupe de Roumanie (1) : 2011

Compétitions internationales
- Finaliste de la Ligue des champions (2) : 2015, 2016
- Vainqueur de la Ligue SEHA (2) : 2015, 2016

### En équipe nationale
Jeux olympiques
- 4e place aux Jeux olympiques de 2012 à Londres,  Royaume-Uni

Championnats du monde
- 7e place au Championnat du monde 2011,  Suède
- 8e place au Championnat du monde 2013,  Espagne

Championnats d'Europe
- 14e place au Championnat d'Europe 2010,  Autriche
- 8e place au Championnat d'Europe 2012,  Serbie
- 8e place au Championnat d'Europe 2014,  Danemark

Autres
- Médaillé de bronze au Championnat du monde junior 2005 en  Hongrie

### Distinctions individuelles
- Élu meilleur défenseur de la Ligue des champions en 2012-2013, 2013-2014 et 2015-2016